# Інститут Європейської інтеграції Львівського національного університету
Інститут Європейської інтеграції ЛНУ імені Івана Франка — структурний підрозділ ЛНУ ім. Івана Франка

## Історія
Інститут європейської інтеграції Львівського національного університету імені Івана Франка було створено 2 жовтня 2000 р.Інститут займається вивченням інтеграційних процесів в Європі та досвіду країн Центральної та Східної Європи. 
Теми наукових досліджень ІЄІ — «Роль і місце України в процесах європейської інтеграції», «Розширення Європейського Союзу: наслідки та перспективи для України», «Українсько-польські відносини в нових політичних реаліях та їх вплив на євроінтеграційний курс України», що, у свою чергу, визначає наступні напрями діяльності:
- вивчення генези ідеї євроінтеграції та формування Європейського Союзу;
- дослідження механізму функціонування ЄС;
- вивчення досвіду політичної та економічної модернізації країн ЄС;
- налагодження багатосторонньої співпраці в інформаційному просторі Європи;
- вивчення проблем трансформації постсоціалістичних суспільств України та Польщі;
- вивчення досвіду участі Польщі в європейських інтеграційних процесах;
- аналіз розвитку співробітництва між Україною та Польщею в контексті входження України до європейських та євроатлантичних структур.
- дослідження складних українсько-польських проблем у гуманітарній сфері — державної політики історичної пам'яті, збереження культурних цінностей та місць національної пам'яті тощо.
- сприяння транскордонному співробітництву між східноєвропейськими державами.

Працівники Інституту надають консультативну допомогу студентам факультетів міжнародних відносин, журналістики, філософського у написанні рефератів та наукових робіт з європейської тематики. Інститут надає також допомогу Студентській асоціації європейського права, Євроклубу ЛНУ та асоціації студентів-міжнародників «Молода дипломатія» та європейській асоціації студентів-правників ELSA у проведенні заходів з проблем європейської інтеграції.

## Міжнародні зв'язки
Інститут налагодив наукові зв'язки з низкою закордонних інституцій, що працюють над суміжною науковою проблематикою. Зокрема, Європейським центром та факультетом менеджменту Варшавського університету; кафедрою європеїстики Ягеллонського університету; кафедрою європеїстики імені Жана Монне Щецінського університету; Інститутом Молдови Лейпцігського університету; Гельсінським університетом; Інститутом міжнародних відносин, міжнародного права та європейського права Іннсбрукського університету імені Франца Леопольда (Австрія); Фондом Конрада Аденауера (Німеччина); Центром студій європейської інтеграції  (Литовська Республіка) та Литовським Почесним Консульством у Львові; Фундацією імені Роберта Шумана (Варшава, Польща) та іншими. В рамках міжнародного співробітництва Інститутом було видано низку спільних наукових публікацій, організовано й проведено ряд конференцій і семінарів з проблем розширення інтеграційних процесів, глобалізації та їхнього впливу на суспільно-політичне життя в Україні. Зокрема, міжнародний науковий семінар на тему: «Нейтральні держави в процесі європейської інтеграції: Австрія та Україна. Порівняння»; круглий стіл «Між Сходом та Заходом: куди прямує Україна?»; міжнародну науково-теоретичну конференцію «Глобалізаційні та інтеграційні процеси в сучасному світі: виклики та шанси для України»; міжнародну наукову конференцію «Європейське право сьогодні: наука, освіта, практика», міжнародний студентський семінар «Партнерство задля миру», міжнародний круглий стіл «Програма Східного Партнерства — новий вимір відносин України та ЄС» та ін.

## Наукові публікації
Науковці інституту публікують наукові монографії, переклади наукових праць та наукові статті.